# هانك كونغور
هانك كونغور (بالإنجليزية: Hank Conger)‏ هو لاعب كرة قاعدة أمريكي، ولد في 29 يناير 1988 في فيدرال واي في الولايات المتحدة.

## وصلات خارجية
- هانك كونغور على موقع دوري كرة القاعدة الرئيسي (الإنجليزية)
- هانك كونغور على موقعبيزبول رفرنس.كوم (الدوري الرئيسي) (الإنجليزية)
- هانك كونغور على موقعبيزبول رفرنس.كوم (الدوري الثانوي) (الإنجليزية)
- هانك كونغور على موقع إي إس بي إن.كوم (أم.أل.بي) (الإنجليزية)
- هانك كونغور على موقع مشجعي الرسوم البيانية (الإنجليزية)